# Django Jane
Django Jane è un singolo della cantante statunitense Janelle Monáe, pubblicato il 22 febbraio 2018 come secondo estratto dal terzo album in studio Dirty Computer.

## Descrizione
In un'intervista con The Guardian, Monáe ha dichiarato che "Django Jane" è "una risposta a me stessa che mi fa sentire le minacce ai miei diritti come donna, come donna nera, come donna sessualmente liberata, anche come figlia con genitori oppressi da molti decenni. Le donne nere e quelle che sono state "diverse", e gli emarginati nella società - questo è ciò che volevo sostenere, e questo è ciò di cui è più importante parlare".
La canzone presenta Monáe un riferimento diretto all'album di debutto in studio della cantante, The ArchAndroid. 

## Video musicale
Il videoclip è stato pubblicato il 22 febbraio 2018 sul canale YouTube della cantante.